# Nesopupa dispersa
Nesopupa dispersa е вид коремоного от семейство Vertiginidae.

## Разпространение
Видът е разпространен в САЩ (Хавайски острови).